# The Subways
The Subways jsou anglická indie-rocková kapela, která v roce 2005 vydala své debutové album Young for Eternity. Jejich druhá deska All or Nothing vyšla v roce 2008. Třetí album s názvem "Money and Celebrity" vyšlo v září 2011. Zatím poslední album "The Subways" kapela vydala v roce 2015.
Kapela byla založena v roce 2003 Billem Lunnem, jeho přítelkyní Charlottou Cooper a Joshem Morganem jako Platypus. V roce 2004 vyhráli na festivalu Glastonbury soutěž talentů a o rok později vydali debutovou desku s názvem Young for Eternity. Písně z desky zazněly v mnoha seriálech a reklamách. V roce 2007 oznámila kapela, že nahrává své druhé album v Los Angeles, které vyšlo v červnu 2008 a dostalo od prestižních hudebních časopisů velmi pozitivní recenze.
V současné době The Subways koncertují průběžně v Evropě, v ČR byli již sedmkrát. Poprvé v roce 2008 na Open Air Festivalu Trutnov. V roce 2013 hráli na hudebním festivalu Mighty Sounds v Táboře. Zatím naposledy koncertovali v ČR v roce 2019, na festivalu Rock for People.

## Diskografie

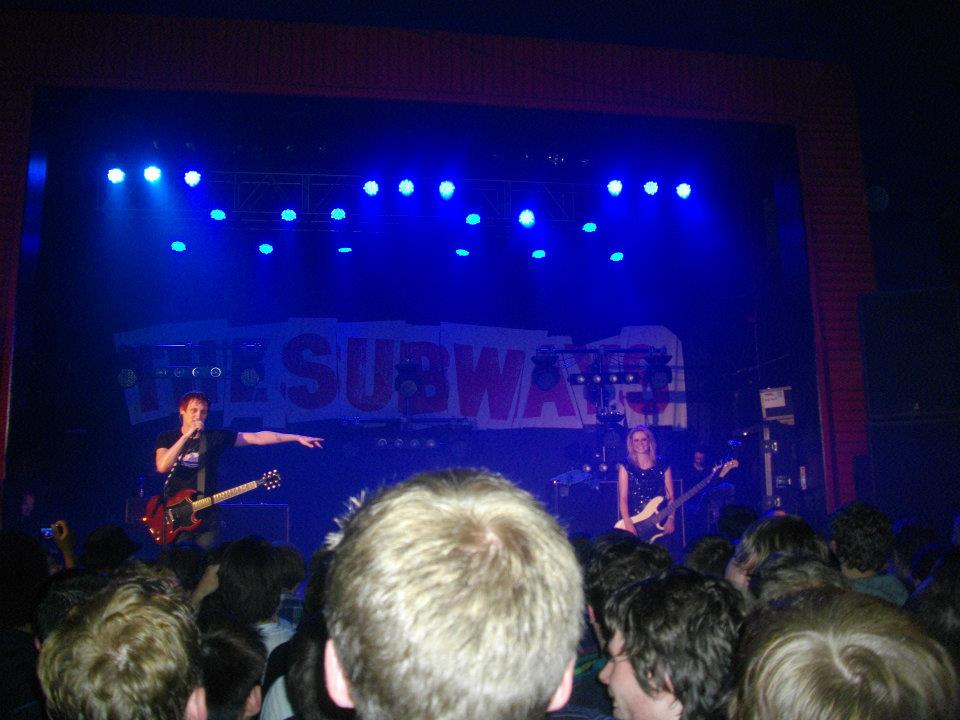
The Subways v Manchesteru 2011

### Alba
| 2005 | Young for Eternity - 1. studiové album - Vydáno: 4. červenec 2005 | 32 | -  | 65 |
| 2008 | All or Nothing - 2. studiové album - Vydáno: 30. červen 2008      | 17 | 40 | 18 |
| 2011 | Money and Celebrity - 3. studiové album - Vydáno: 19. září 2011   | 43 | 58 | 16 |
| 2015 | The Subways - 4. studiové album - Vydáno: 6. únor 2015            | 45 | -  | 30 |

### Singly
- „1am“ (2004)
- „Oh Yeah“ (2005)
- „Rock & Roll Queen“ (2005)
- „With You“ (2005)
- „No Goodbyes“ (2005)
- „Girls & Boys“ (2008)
- „Alright“ (2008)
- „I Wont Let You Down“ (2008)
- „It's Party“(2011)
- „We Don't Need Money To Have A Good Time“ (2011)